# Mandazi
I mandazi sono uno snack dolce fritto tipico della costa swahili dell'Africa orientale che comprende il Kenya, la Tanzania, il Mozambico e le isole Comore. Sono preparati con farina di grano e la loro forma può essere tonda o triangolare. All'impasto può essere aggiunto del latte oppure del latte di cocco. Vengono consumati principalmente a colazione per accompagnare il tè, tuttavia talvolta possono anche fare da contorno a una zuppa o a uno stufato.
In Madagascar si attesta una specialità simile chiamata mofo gasy a base di farina di riso, mentre i mofo menakely si distinguono per la forma. Nell'arcipelago delle Comore invece sono diffusi i gateaux piment, una versione dalla forma sferica dal chiaro nome francese ma di origine indiana.